# Valle di Ledro
Valle di Ledro (též Val di Ledro) je horské údolí v Itálii v provincii Trento na území Trentino-Alto Adige v Gardských horách při severozápadním okraji jezera Lago di Garda nedaleko města Riva del Garda. Údolí se táhne zhruba v západo-východním směru, přičemž zhruba uprostřed jeho délky z něj k severu vybíhá kolmé severojižní Conceiské údolí.

## Obec Ledro
V Ledrenském (a bočním Conceiském) údolí se nachází obec Ledro vzniklá sloučením dosavadních obcí Tiarno di Sopra (986 obyvatel), Tiarno di Sotto (689 obyvatel), Bezzecca (592 obyvatel), Concei (820 obyvatel), Pieve di Ledro (623 obyvatel) a Molina di Ledro (1572 obyvatel), které tvořily Svaz obcí Valle di Ledro. Leží zde rovněž jezero Lago di Ledro o rozloze 2,187 km² a maximální hloubce 48 m. Údolím prochází silnice spojující město Riva del Garda s obcí Storo.

## Historie
Údolí bylo osídleno již v pravěku, jak o tom svědčí pozůstatky pravěké vesnice objevené na břehu Ledrenského jezera u Moliny di Ledro. Nyní se zde nachází archeologické muzeum.

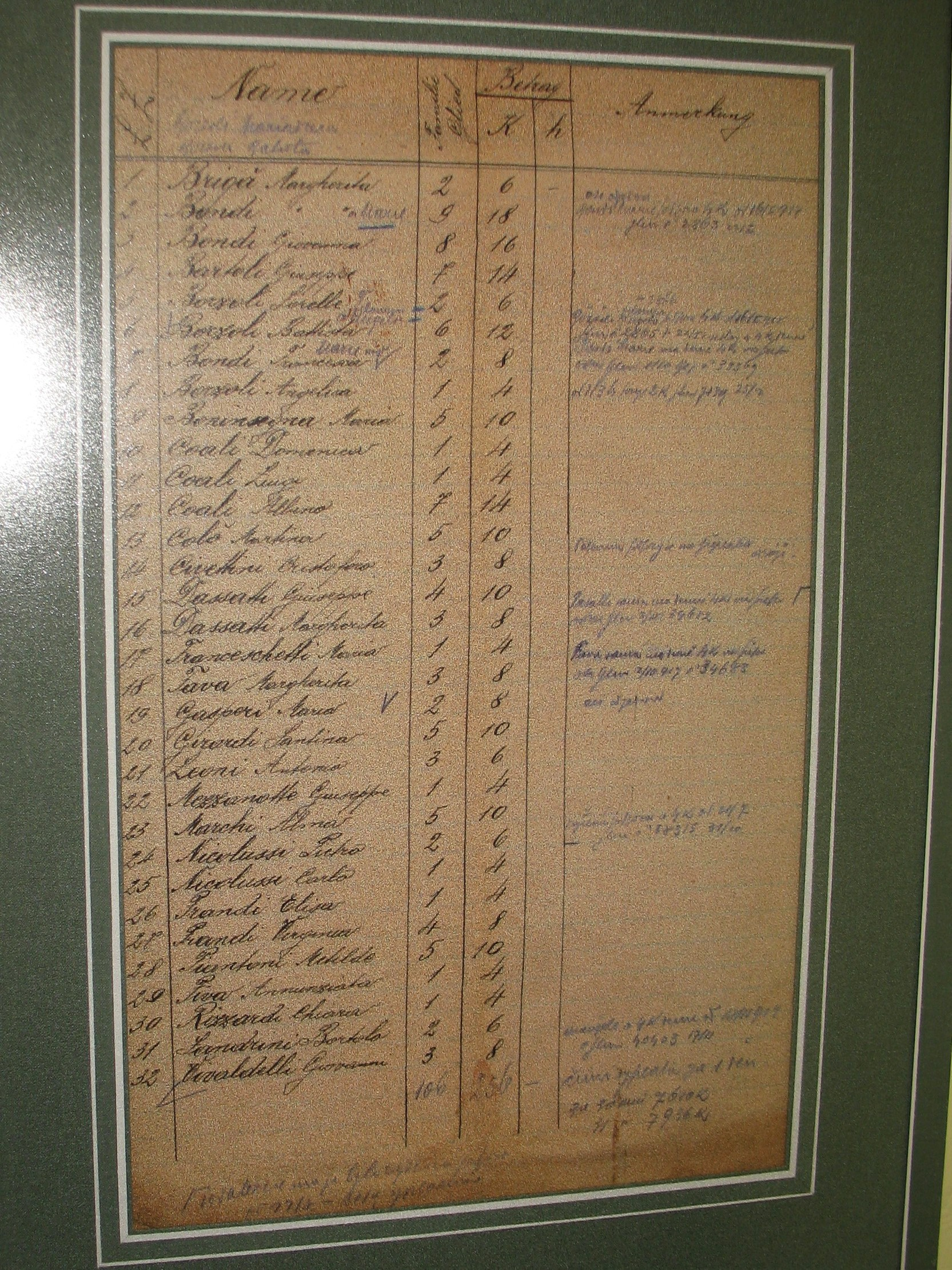
Seznam členů rodin, přesídlených v roce 1915 do Nového Knína

Před rokem 1918 bylo údolí součástí Rakousko-uherské monarchie.
V roce 1866 v údolí proběhly dvě bitvy II. války za nezávislost Itálie mezi Rakousko-uherskou monarchií a Italským královstvím: 18. července u Pieve di Ledro a 21. července u Bezzeccy.
Po vypuknutí I. světové války byli v roce 1915 obyvatelé vysídleni do středních Čech a vrátit se mohli až v roce 1919.
Dne 28. června 2008 byla podepsána dohoda o partnerství mezi Svazem obcí Valle di Ledro na straně jedné a osmi českými městy a obcemi (Příbram, Všeň, Milín, Buštěhrad, Nový Knín, Ptice, Chyňava, Doksy), kde tehdy vyhnanci přebývali, na straně druhé.
30. listopadu 2008 proběhlo v údolí referendum, ve kterém obyvatelé odhlasovali sloučení dosavadních šesti obcí do obce jediné, která nese společný název Ledro. Sloučení obcí nabylo účinnosti dne 1. ledna 2010.
Pomníky italských běženců, kteří zemřeli v Československu v letech 1915–1919 se nacházejí mimo jiné na Březohorském a Městském hřbitově v Příbrami, nebo na Staroknínském hřbitově v Novém Kníně.

## Biosférická rezervace
Oblast v okolí jezer Ledro a Carera je součástí místní biosférické rezervace o celkové rozloze 47 427 ha, která byla zapsána na seznam biosférických rezervací UNESCO v roce 2015.